# Paul Schmidt (Erfinder)
Paul Schmidt (* 26. März 1898 in Hagen/Westfalen; † 18. Oktober 1976 in München) war ein deutscher Erfinder.

## Leben und Wirken

Schema eines Pulsstrahltriebwerks (links) und einer fliegenden Bombe V1 (rechts)

Während seines Studiums in Erlangen wurde Paul Schmidt 1919 Mitglied der Burschenschaft Alemannia zu Münster. Später ernannte ihn die Burschenschaft der Bubenreuther zum Ehrenphilister.
Er entwickelte seit etwa 1928 seine Idee eines neuartigen Antriebes, der pulsierenden Verbrennung bzw. das periodisch arbeitende Strahlgerät. Basierend auf einer einmaligen Zündung des Treibstoffgemisches steuert das Strahlrohr die Luft- und Treibstoffzufuhr automatisch ohne größere technische Teile und zündet jeweils selbständig die nächste Verbrennung. Der Antrieb ist im Vergleich zu sonstigen Motoren bis heute in der Herstellung kompakt und konkurrenzlos preisgünstig. Allerdings ist er mit dem Problem einer relativ kurzen Funktionsdauer behaftet.
Kriegsbedingt wurde der Antrieb von den Argus-Werken in Berlin übernommen und in der Fieseler Fi 103 (V1) verbaut. Ein langwieriger patentrechtlicher Streit um die Urheberschaft wurde  im April 1945 (!) dahingehend entschieden, dass das Triebwerk fortan Argus-Schmidt-Rohr zu heißen hat.
Nach dem Krieg betrieb Paul Schmidt in München ein Ingenieurbüro.
Technisch ergeben sich für seine Erfindung auch heute noch weitere Entwicklungsmöglichkeiten, die aber nur halbherzig verfolgt werden. Eine der bekanntesten heutigen Anwendungen ist neben der Verwendung als Heizungsbrenner der Einsatz als Antrieb von Marschflugkörpern.
Spätere Entwicklungen von Antriebstechniken führten weg vom von Paul Schmidt entwickelten Pulsstrahltriebwerk („pulsejet“) hin zum Staustrahltriebwerk („ramjet“).